# アナドルグループ

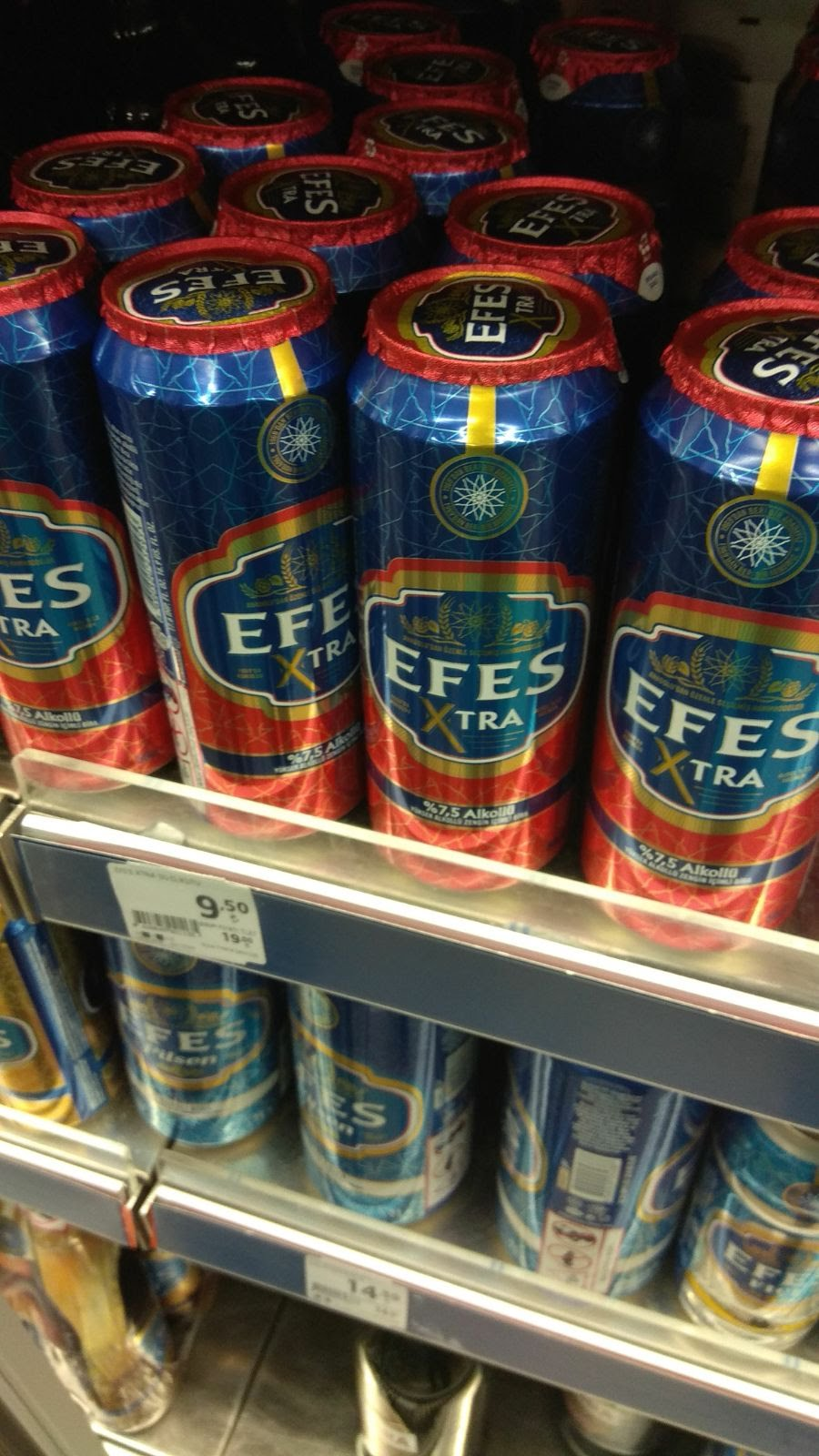
アナドルグループ傘下のアナドル飲料会社のEFESビール各種

アナドルグループ（トルコ語: Anadolu Grubu、英語: Anadolu Group）は、トルコ共和国イスタンブールに本社を置き、主にトルコを中心に19か国で事業を展開しているトルコの持株会社である。

## 概要
アナドルグループは、1949年にカミル・ヤズィジュ（Kamil Yazıcı）とイゼット・オズィルハン（İzzet Özilhan）によって1950年に設立された。その後アナドルグループは海外にも進出して、世界クラスのブランドとなり、主にビール、ソフトドリンク、自動車、小売業分野に焦点を当てており、最近農業、不動産、エネルギー、健康セクターへの投資により活動分野を拡大している。
アナドルグループの関連会社であるエフェス（EFESビールなど）、アナドル・イスズ、コカコーラ・イチェセック（Coca-Cola İçecek）などの株式もイスタンブール証券取引所に上場されている。

## 参照項目
- トルコの工業